# Dario Baldan Bembo
Daniel Baldan Bembo, född 15 maj 1948, är en italiensk sångare och låtskrivare.

## Diskografi

### Album
- 1975 - Aria (Come Il Vento, ZSCVE 55742)
- 1975 - Crescendo (Come Il Vento, ZSCVE 55744)
- 1977 - Migrazione (Come Il Vento, ZPLC 34013)
- 1979 - Dario Baldan Bembo
- 1981 - Voglia d'azzurro
- 1982 - Etereo (con la Bembo's Orchestra)
- 1982 - Spirito della Terra (CGD, 20328)
- 1985 - Spazi uniti
- 1991 - Un po' per vivere, un po' per sognare (Five Record, FM 18006)
- 1996 - Il canto dell'umanità (Pull, 484400 2)
- 1999 - I successi

### Singlar
- 1975 - Aria/Nico (Come Il Vento, ZCVE-50420)
- 1975 - Crescendo/Gabbiani (Come Il Vento, ZCVE-50422)
- 1977 - Non mi lasciare/Viaggio (Come Il Vento, ZBC-7009)
- 1978 - Piccolina/Week-end (Come Il Vento, ZBC-7065)
- 1979 - Giuro/Cosa siamo noi (Polydor, 2060212)
- 1981 - Tu cosa fai stasera?/Che gusto c'è (CGD, CGD-10313)
- 1981 - (con Caterina Caselli) Amico è/Cammina cammina (CGD, CGD-10445)
- 1982 - Voci di città/Ogni volta che cerco la luna (CGD, CGD-10518)
- 1984 - (come Space Philharmonic) Flash back/Notre dame (Five Record, FM-13072)
- 1985 - Da quando non ci sei (una volta ancora)/Alberi d'inverno (CGD, CGD-10600)
- 1989 - (con artisti vari) Per te Armenia/Sono caduti (Enigma, NEM-47002)